# Mervi Markkanen
Mervi Markkanen (ur. 31 maja 1984) – fińska biathlonistka, brązowa medalistka Mistrzostw Świata Juniorów w 2005.

## Osiągnięcia

### Mistrzostwa Świata Juniorów
| Rok  | Miejsce         | IN | SP | PU | MS | RL |
| 2004 | Haute Maurienne | 5  | 15 | 11 |    | 5  |
| 2005 | Kontiolahti     | 3  | 27 | 16 |    | 10 |

### Mistrzostwa Europy Juniorów
| Rok  | Miejsce     | IN | SP | PU | MS | RL |
| 2002 | Kontiolahti | 7  | 9  | 12 |    | 4  |

IN – bieg indywidualny, SP – sprint, PU – bieg pościgowy, MS – bieg ze startu wspólnego, RL – sztafeta